# 북서부살찐생쥐
북서부살찐생쥐(Steatomys caurinus)는 붉은숲쥐과에 속하는 설치류의 일종이다. 서아프리카의 토착종으로 초원과 농경지에서 발견된다.

## 분류학
북서부살찐생쥐는 1912년에 영국 동물학자 토마스(Oldfield Thomas)가 "카우리누스"(Steatomys caurinus)라는 학명으로 처음 기술했다. 1977년 쿳지(Coatzee)가 북서부살찐생쥐를 살찐생쥐(Steatomys pratensis)의 아종으로 간주했지만, 1978년 스와네포엘 (Swanepoel)과 쉴리터(Schlitter)가 별도의 종으로 다시 승격시켰다.

## 특징
북서부살찐생쥐의 몸길이는 96mm와 122mm 사이이고, 꼬리 길이는 35mm와 50mm 사이이다. 몸무게는 36~60g이다. 진한 불그스레한 갈색을 띠며, 20개 또는 그 이상의 젖꼭지를 갖고 있다. 서아프리카에서 발견되는 3종의 살찐생쥐 중의 하나이다. 더 크고 진하며, 꼬리가 짧고 젖꼭지가 더 많다는 점에서 데인티살찐생쥐(Steatomys caurinus)와 구별할 수 있다. 나머지 종은 잭슨살찐생쥐(Steatomys jacksoni)로 같은 지역을 공유하지는 않고 가나 남부와 나이지리아 남부에서만 발견된다.

## 분포 및 서식지
베넹과 부르키나 파소 남부, 코트디부아르, 가나 북부, 말리 남서부, 니제르, 나이지리아 북부, 세네갈 그리고 토고에서 발견되며, 자연 서식지는 아열대 또는 열대 기후 지역의 건조 관목 지대와 농경지이다.

## 보전 상태
북서부살찐생쥐는 상당한 개체수 변동을 보여주는 다소 흔하지 않은 종이다. 넓은 분포 지역을 갖고 있으며, 전체 개체수가 큰 것으로 추정하고 있으며, 몇몇 보호 자역에서 서식하고 있기 때문에 국제 자연 보전 연맹(IUCN)이 북서부살찐생쥐의 보전 상태를 "관심대상종"으로 분류하고 있다.